# 陸軍砲兵観測機
陸軍砲兵観測機（りくぐんほうへいかんそくき）は、大日本帝国陸軍が計画した観測機。「RGK」という略称で呼ばれることもある。

## 概要
陸軍の砲兵隊が弾着観測に用いるために、陸軍技術本部が第二次世界大戦時に計画した機体。陸軍航空本部の管轄外で計画された機体のため、キ番号は持たない。同様の経緯・目的で開発されたテ号観測機などと比較すると大型の三座機となっている。設計が行われたのみの時点で計画は中止されており、実機の製作には至っていない。

## 諸元（計画値）
- 全長：12.8 m
- 全幅：21.0 m
- 全高：2.7 m
- エンジン：中島 ハ1甲 空冷星型9気筒（550 hp） × 1
- 乗員：3名